# Žákova hora
Žákova hora je výrazný vrchol v Devítiskalské vrchovině v moravské části Žďárských vrchů. Nachází se v katastrálním území obce Cikháj v okrese Žďár nad Sázavou (kraj Vysočina), 2 km severovýchodně od zmíněné obce a 3 km jihozápadně od Devíti skal. Vrchol (810 m n. m.) a jižní zalesněné svahy jsou součástí národní přírodní rezervace Žákova hora, která byla poprvé zřízena výnosem československého Ministerstva školství a národní osvěty již 31. prosince 1933. Rozloha a ochranné podmínky rezervace byly upřesněny vyhláškou Ministerstva kultury ČSR 6. dubna 1954. Národní přírodní rezervace Žákova hora je v péči Správy CHKO Žďárské vrchy jako regionálního pracoviště AOPK ČR.

## Název
Název vrchu je odvozen od pověsti o žácích, chovancích žďárského kláštera, kteří zabloudili v hlubokém hvozdu na hoře a už se nevrátili.

## Geologická a půdní charakteristika
Ploché návrší, protažené ve směru od severozápadu k jihovýchodu, a mírně zvlněné svahy jsou tvořeny migmatity a dvojslídnými rulami svrateckého krystalinika s vložkami amfibolicko-biotitických rul a amfibolitů. Na svahových zvětralinách se nacházejí mezotrofní kambizemě, přecházející v pokryvy v oligotrofní kambizemní podzoly. V okolí pramenišť a zamokřených úpadů jsou zastoupeny gleje a pseudogleje.

## Hydrologie
Žákova hora leží na hlavním evropském rozvodí mezi Severním a Černým mořem. Nedaleko leží lokalita Sražená voda (či U Sražené vody), umělý kanál se stavidlem, jehož nastavením se mohla voda pouštět ze řeky Svratky (jejíž vody směřují do Černého moře) do Stržského potoka, jehož vody směřují do Severního moře a jehož vodu potřebovaly mlýny a sklárna v Cikháji.
Zhruba 350 m vzdušnou čarou severovýchodním směrem od vrcholu leží studánka Eleonorka a cca 590 m jihovýchodním směrem leží Stříbrná studánka, která byla v minulosti mylně považována za pramen Svratky. Ta ale pramení přibližně 1,6 km jižním směrem.

## Předmět ochrany
Předmětem ochrany jsou výjimečně zachovalá lesní společenstva pralesovitého charakteru, která tvoří vhodný biotop pro řadu organismů, jež z okolních, převážně smrkových porostů již vymizely, a která jsou předmětem vědeckého výzkumu zákonitostí vývoje lesa.

### Flóra
V lesních společenstvech převažují květnaté bučiny, na minerálně chudším podkladu na temeni Žákovy hory se vyskytují acidofilní bučiny smrkové. Ze stromů převažuje buk lesní, dále zde roste javor, smrk, ojediněle také olše lepkavá, jasan ztepilý a jeřáb ptačí. K druhům rostlin, které již z okolních lesů vymizely, patří například kyčelnice devítilistá (Dentaria enneaphyllos), kyčelnice cibulkonosná (Dentaria bulbifera), bažanka vytrvalá (Mercurialis perennis), svízel vonný (Galium odoratum), dymnivka dutá (Corydalis cava), vraní oko čtyřlisté (Paris quadrifolia) a samorostlík klasnatý (Actaea spicata). Kolem pramenišť roste např. kapraď samec (Dryopteris filix-mas), bukovník kapraďovitý (Gymnocarpium dryopteris), čarovník alpský (Circaea alpina), rozrazil horský (Veronica montana) a ojediněle v nižších polohách i bledule jarní (Leucojum vernum), lýkovec jedovatý (Daphne mezereum) a podbílek šupinatý (Lathraea squamaria). V rezervaci se vyskytují četné druhy lišejníků.

### Mykoflóra
Typickým doprovodným jevem pralesního rázu rezervace jsou různé choroše, jako například troudnatec kopytovitý (Fomes fomentarius) či lesklokorka ploská (Ganoderma applanatum). Z askomycetů byly nalezeny například řasnatka zprohýbaná (Peziza repanda) a čihovitka masová (Ascocoryne sarcoides). K vzácnějším druhům hub, které rostou v chráněném území, patří šafránka ozdobná (Tricholomopsis decora), plstnatec bukový (Spongipellis delectans), kyj uťatý (Clavariadephus truncatus), liška Friesova (Cantharellus friessii), lošákovec palčivý (Hydnellum peckii), čirůvka límcová (Tricholoma focale), pevník vonný (Cystostereum murrayi) a další.

### Fauna
V lese se vyskytuje původní populace jelení zvěře. Dále zde žije např. netopýr stromový (Nyctalus leisleri), kuna lesní (Martes martes), hraboš mokřadní (Microtus agrestis) a několik druhů rejsků, z ptáků datel černý (Dryocopus martius), holub doupňák (Columba oenas), strakapoud velký (Dendrocopos major), puštík obecný (Strix aluco), sýc rousný (Aegolius funereus), ořešník kropenatý (Nucifraga caryocatactes), lejsek malý (Ficedula parva) a lejsek černohlavý (Ficedula hypoleuca). Z ohrožených druhů obojživelníků zde žije ropucha obecná (Bufo bufo), skokan hnědý (Rana temporaria), ještěrka živorodá (Zootoca vivipara), čolek horský (Lissotriton vulgaris) a slepýš křehký (Anguis fragilis). Důležitou součástí života v pralesním prostředí jsou různé druhy mravenců a dalšího hmyzu, především střevlíků, kterých je zde registrováno šest druhů.
Území přírodní rezervace o rozloze 38,1 ha je od roku 2013 zařazeno na seznam Evropsky významných lokalit Natura 2000.

## Vrchol
Na vrcholu Žákovy hory byl v roce 1946 zřízen jeden z bodů základní trigonometrické sítě ČR. Tento geodetický bod slouží pro měření nadmořských výšek, přesného tvaru země a pohybů zemské kůry. Samotný vrchol je zalesněný, bez rozhledu. V minulosti byla Žákova hora považována chybně za nejvyšší vrchol Českomoravské vrchoviny, ačkoliv nejvyšší vrchol Javořice je o 27 metrů vyšší.

## Přístup
Z obce Cikháje je přístupná po červené turistické značce vedoucí severně od obce a křížící silnici II/350 procházející obcí. Po zelené turistické značce a posléze již zmíněné červené značce je přístupná z obce Herálec. Pro návštěvníky chráněné lokality byla vybudována okružní naučná stezka Žákova hora.